# Sail Away (låt med Annika Ljungberg)
"Sail Away" är en låt av Patrik Magnusson och Johan Ramström som framfördes av Annika Ljungberg i Melodifestivalen 2002.
Låten har även framförts på svenska (av Ramström, Magnusson och M. Dahlgren) som "Segla ut" av Wiktoria Nilsson i Fame Factory.